# István Osztrics
István Osztrics (* 25. Dezember 1949 in Budapest) ist ein ehemaliger ungarischer Degenfechter.

## Erfolge
István Osztrics wurde 1978 in Hamburg mit der Mannschaft Weltmeister. 1973 belegte er mit ihr in Göteborg den zweiten Rang sowie 1975 in Budapest den dritten Rang. 1975 gewann er zudem Bronze im Einzel. Dreimal nahm er an Olympischen Spielen teil: bei den Olympischen Spielen 1972 in München zog er mit der ungarischen Equipe ins Gefecht um die Goldmedaille ein und wurde dank eines 8:4-Erfolgs über die Schweiz mit Csaba Fenyvesi, Győző Kulcsár, Sándor Erdős und Pál Schmitt somit Olympiasieger. 1976 verpasste er in Montreal sowohl im Einzel als auch mit der Mannschaft als jeweils Viertplatzierter knapp einen weiteren Medaillengewinn. Vier Jahre darauf belegte er in Moskau im Einzel den neunten sowie mit der Mannschaft den achten Platz. 1972 und 1976 wurde Osztrics ungarischer Einzelmeister, 1970 und 1971 gewann er die nationalen Meisterschaften im Mannschaftswettbewerb.